# Яртдал
Яртдал (норв. Hjartdal) — коммуна в губернии Телемарк в Норвегии. Административный центр коммуны — город Сёуланн. Официальный язык коммуны — нюнорск. Население коммуны на 2007 год составляло 1619 чел. Площадь коммуны Яртдал — 791,5 км², код-идентификатор — 0827.

## История населения коммуны
Население коммуны за последние 60 лет.

Статистика коммуны Яртдал